# Nationalteatern, Warszawa
Teatr Narodowy är en teater i Warszawa i Polen, invigd 1765. Det är Polens nationalteater. 
Den 19 november 1765 invigdes Nationalteatern av det första inhemska polska teatersällskapet i Operalnia-byggnaden genom premiären av Józef Bielawskis komedi Natręci. Operan, talteatern och baletten fungerade då alla i samma byggnad, Operalnia.
Operateatern flyttade 1773 till Radziwiłł-palatset i Krakowskie Przedmieście och sedan, 1778, till en byggnad på Krasiński-torget, där den verkade till 1833. När Polen slutligen delades 1795 avskaffades nationalteatern, men den ryska styrelsen tillät den fortsätta verka i form av "Warszawas regeringsteatrar" fram till Polens självständighet. 
År 1833 färdigställde Antonio Corazzi en ny teaterbyggnad i sin design och Nationalteatern flyttade ut från byggnaden vid Krasiński-torget. Den sista föreställningen, Gioacchino Rossinis opera Greven av Ory, ägde rum den 21 februari 1833. Tre dagar senare, söndagen den 24 februari, började Rossinis opera Barberaren i Sevilla fungera i dess nya lokaler. Under den ryska tiden blev teatern den enda offentliga byggnad utom kyrkorna där polska språket fick talas offentligt. 
Efter att ryssarna lämnat Warszawa 1915 återfick teatern status som Nationalteatern. Den gamla byggnaden från 1833 brann ned 1919 och en ny uppfördes och invigdes 1924. Teaterbyggnaden brann ned under andra världskriget 1944 men återuppfördes efter kriget och återinvigdes 1949. 